# شعور الفم

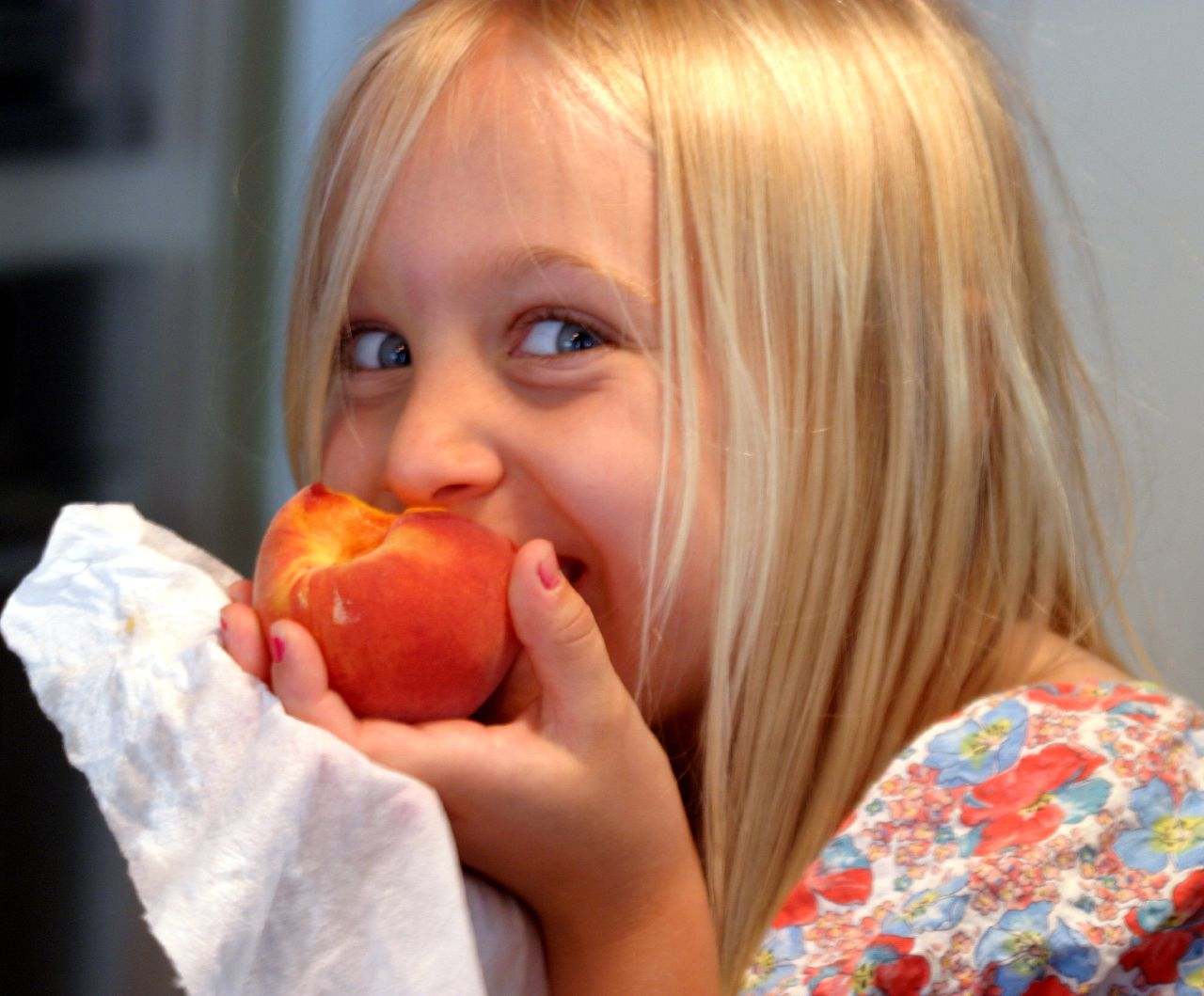
طفل يأكل الخوخ وبينما توجد نكهات معقدة وحلاوة ملحوظة، فإنه يظهر عدد من الأحاسيس الجسدية، بما في ذلك الحنان، والشعور بأوراق جلد الخوخ، وربما حتى الزغب في جلد الخوخ. معا تشكل ما يسميه الباحثون إحساس الفم.

يشير شعور الفم أو إحساس الفم إلى الأحاسيس الجسدية في الفم الناتجة عن الطعام أو الشراب، والتي تختلف عن الذوق . حيث إنها سمة حسية أساسية تحدد إلى جانب الذوق والرائحة، النكهة العامة لعنصر الطعام. يشار إلى شعور الفم أيضًا أحيانًا على أنه نسيج. يتم استخدامه في العديد من المجالات المتعلقة باختبار وتقييم المواد الغذائية، مثل تذوق النبيذ وريولوجيا الغذاء . يتم تقييمها من التصور الأولي على الحنك ، اللدغة الأولى، من خلال المضغ إلى البلع والطعم . في تذوق النبيذ، على سبيل المثال، عادةً ما يتم استخدام mouthfeel مع معدِّل (كبير، حلو، مدبوغ، مطاطي، إلخ) لإحساس عام بالنبيذ في الفم. غالبًا ما يرتبط إحساس الفم بنشاط الماء الخاص بالمنتج، مثل منتجات صلبة أو هشة لها أنشطة مائية أقل ومنتجات ناعمة ذات أنشطة مائية متوسطة إلى مرتفعة.

## الصفات المتصورة
- التماسك: مدى تشوه اللقمة قبل تمزقها عند عضها بالأضراس .
- الكثافة: مدى اكتناز مقطع اللقمة العرضي بعد قطعها عضًا بالأضراس.
- الجفاف: مدى إحساس الفم بجفاف اللقمة.
- الروعة: الجودة المحسوسة للقمة.
- التحطمية: القوة اللازمة لتهشُّم أو تفتت أو تصدع اللقمة. وتشمل القرمشة (crispiness) والقرقشة (crunchiness) والتفتت (crumbliness) والهشاشة.
- التحبُّب: مدى احتواء اللقمة على حبيبات صغيرة.
- التعلك: الطاقة اللازمة لتفكيك طعام شبه صلب بمضغه إلى حالة جاهزة للبلع. واللقمة ذات التعلك العالي لا تُفكك مع العلك الشديد لها و(العلكة) مثال على ذاك
- الصلابة: القوة المطلوبة لتشويه المنتج لمسافة معينة، أي القوة للضغط بين الأضراس، والعض من خلال القواطع، والضغط بين اللسان والحنك.
- الثقل: وزن المنتج المتصور عند وضعه لأول مرة على اللسان.
- امتصاص الرطوبة: كمية اللعاب التي يمتصها المنتج.
- إطلاق الرطوبة: كمية البلل / العصارة المنبعثة من العينة.
- تغلف الفم: نوع ودرجة تغطية الفم بعد المضغ (على سبيل المثال، الدهون / النفط).
- الخشونة: درجة كشط سطح المنتج ينظر إليها من قبل اللسان.
- النحافة: الدرجة التي ينزلق بها المنتج فوق اللسان.
- النعومة: عدم وجود أي جزيئات، كتل، نتوءات، إلخ، في المنتج.
- التوحيد: الدرجة التي تكون فيها العينة كاملة ؛ التجانس .
- توحيد لدغة: تكافؤ القوة من خلال لدغة.
- توحيد المضغ: الدرجة التي تكون بها خصائص المضغ للمنتج حتى خلال المضغ.
- اللزوجة : القوة المطلوبة لسحب السائل من ملعقة على اللسان.
- الرطوبة: مقدار الرطوبة المتصورة على سطح المنتج.

## روابط خارجية
- الوجبات الخفيفة والنشاط المائي نسخة محفوظة 13 أبريل 2013 على موقع واي باك مشين.